# Johann Baptist Berdellé

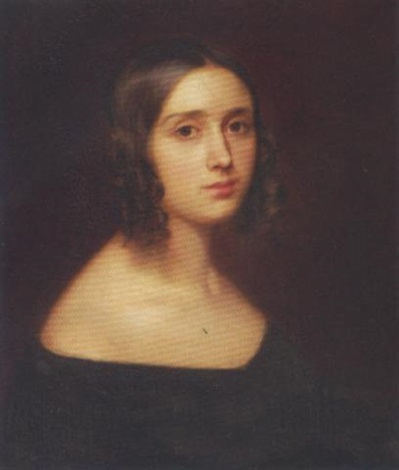
Porträt einer jungen Frau

Johann Baptist Berdellé (* 15. Mai 1813 in Mainz; † Juli 1876 in München) war ein deutscher Historien- und Porträtmaler.

## Leben
Berdellé nahm 1830 ein Studium der Historienmalerei an der Königlichen Akademie der Bildenden Künste in München auf, 1837–1839 setzte er sein Studium  an der Königlich Preußischen Kunstakademie Düsseldorf fort, wo er Schüler von Carl Ferdinand Sohn war. 1840 beteiligte er sich an der großen Münchener Kunstausstellung. Zwischen 1841 und 1844 war er in Paris als Schüler von Paul Delaroche und Charles Gleyre. Im Jahr 1850 gründete er eine private Mal- und Zeichenschule in München. Zwischen 1852 und 1855 hielt er sich in Russland auf, wo er, durch Vermittlung des kaiserlich russischen Oberst Andreas Barischnikoff, mit der Ausmalung der neuen griechisch-orthodoxen Kirche in Kasan beauftragt war.